# Szczegłowo (osiedle)
Szczegłowo (ros. Щеглово) – osiedle w Rosji, w obwodzie leningradzkim, w rejonie wsiewołożskim. W 2021 liczyło 5576 mieszkańców.